# Scopula caerulata
Scopula caerulata là một loài bướm đêm trong họ Geometridae.